# Альберти, Борис Аркадьевич
Бори́с Арка́дьевич Альбе́рти (1872 — не ранее 1926) — русский и советский инженер-архитектор, автор многочисленных построек в Москве и Курске.

## Биография
Родился в области Войска Донского 6 августа 1872 года. В 1904 году окончил Институт гражданских инженеров в Санкт-Петербурге, получив звание гражданского инженера. Был определён младшим архитектором строительного отделения Курского губернского правления. Построил и перестроил ряд крупных зданий в Курске и Курской губернии. В 1907 году переехал в Москву. В 1908—1909 годах работал вторым архитектором Московского университета. С 1909 года служил архитектором в управлении Московского градоначальства, с 1911 года — архитектор Московской тюремной инспекции, член Строительной комиссии по переустройству московских мест заключения, архитектор Екатерининской больницы. С 1912 года состоял сверхштатным инженером при московском градоначальнике и контролёром Главконтроля Московской городской управы.
Являлся членом Петербургского общества архитекторов и членом общества нуждающихся уроженцев Донской области, учащихся в Москве. После октябрьской революции в 1918 году был назначен заведующим контрольно-техническим бюро Строительного отдела Бюро Московского совета районных дум. В 1926 году работал в Наркомате внутренних дел.

## Проекты и постройки

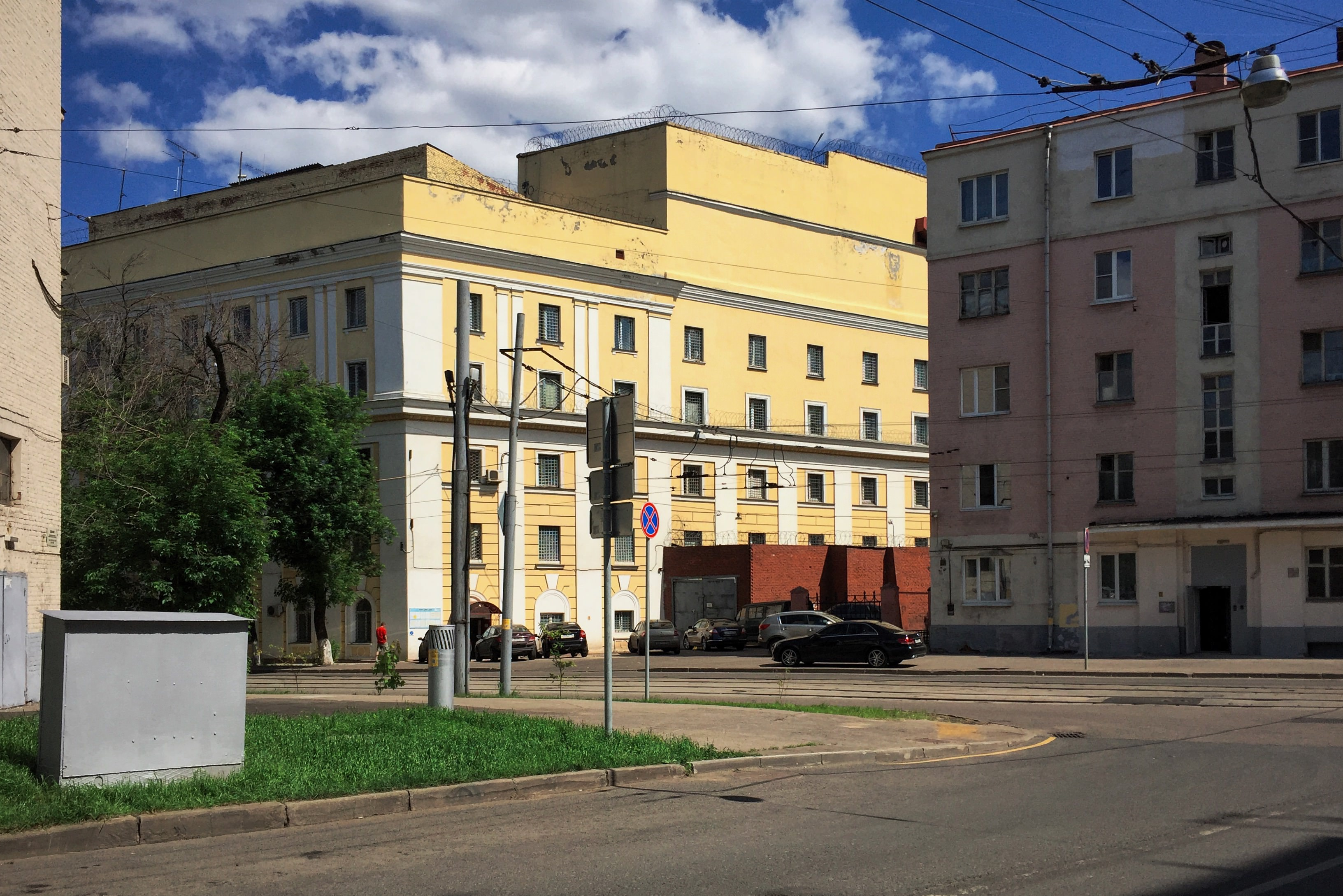
Матросская тишина

- Конкурсный проект женского епархиального училища (IV премия) (1907, Курск), не осуществлён;
- Почтово-телеграфная контора (1904—1907, Курск);
- Отделение Государственного банка (1904—1907, Курск);
- Перестройка здания губернской тюрьмы (1904—1907, Курск);
- Реставрация Воскресенско-Ильинской церкви (1904—1907, Курск);
- Доходный дом Е. Э. Соколовой (1910, Москва, Малая Бронная улица, 27/14 — Большой Патриарший переулок, 14/27), надстроен двумя этажами в 1940-х годах[1];
- Дом Лелюхина (1911, Москва, Новослободская улица, 48);
- Здание тюремной больницы, мастерских и складов пересыльной тюрьмы (1911, Москва, Новослободская улица);
- Здание Исправительной тюрьмы (1912, Москва, Матросская тишина);
- Памятник 1-му и 19-му егерским полкам (1912, Бородинское поле)[2];
- Здание Епархиального училища (1913, Москва, улица Орджоникидзе, 3);
- Перестройка дома под прокуратуру (1926, Москва, Спиридоновка, 30).